# Hornstein
Hornstein (in croato Vorištan, in ungherese: Szarvkő) è un comune austriaco di 2 914 abitanti nel distretto di Eisenstadt-Umgebung, in Burgenland; ha lo status di comune mercato (Marktgemeinde). Abitato anche da croati del Burgenland, è un comune bilingue.

## Storia
L'antico nome ungherese della località, "Szarvkő", deriva dalla parola ungherese szarm che significa "area paludosa". Il documento più antico, del 1271, la cita con il nome di "Zorwku". Dal 1650 fu di proprietà della famiglia ungherese dei Nádasdy e dal 1702 di quella degli Eszterházy. Al censimento del 1910, su 2 549 abitanti, 2 163 erano di lingua croata, 261 tedesca e 112 ungherese. Fino al 1919 ha fatto parte del Comitato di Sopron.

## Monumenti e luoghi d'interesse

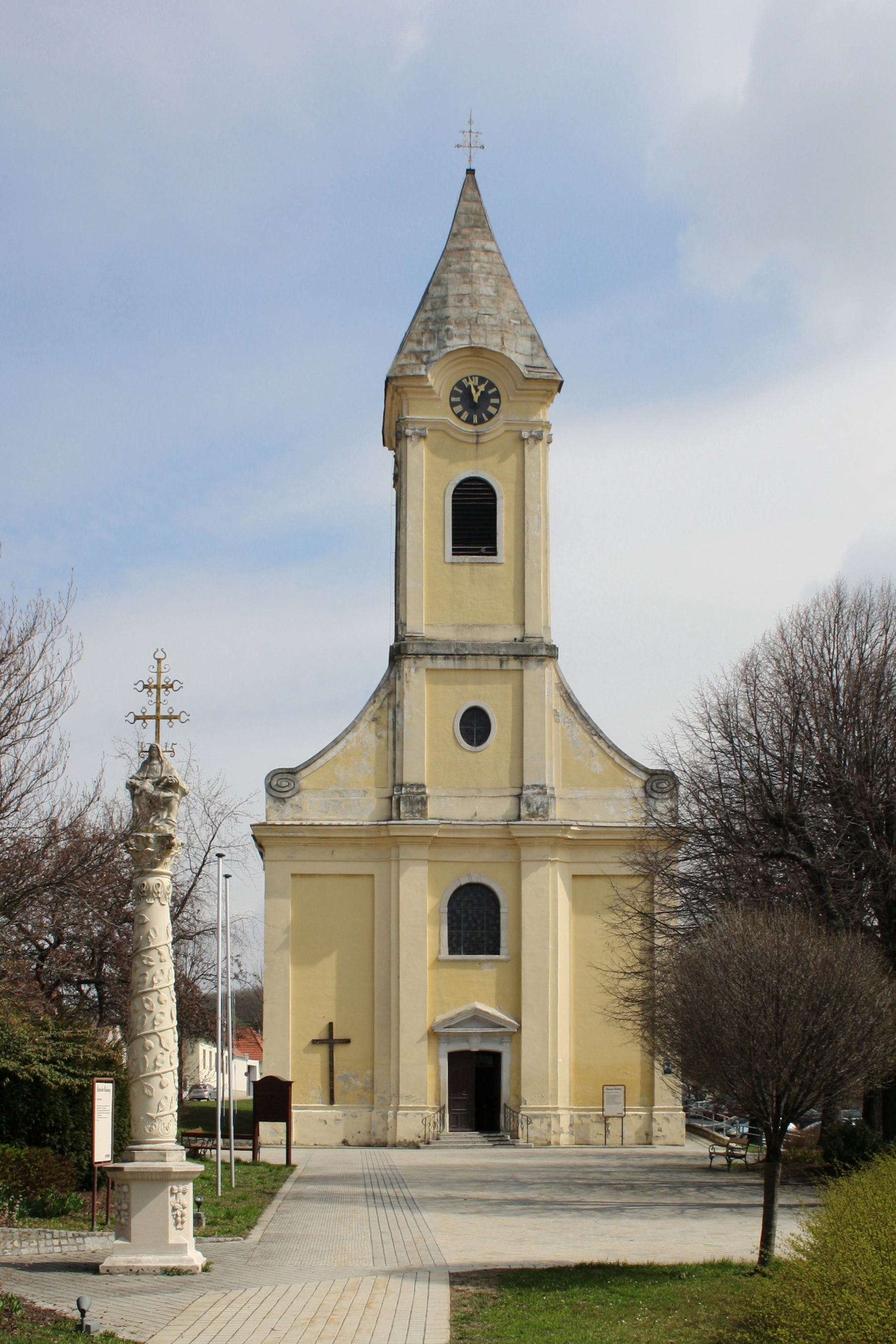
Chiesa parrocchiale di Sant'Anna

- Chiesa parrocchiale di Sant'Anna (Katholische Pfarrkirche heilige Anna), eretta nel 1782.